# Ruta 104 (TuBus)
La Ruta 104 es una ruta del servicio de transporte público TuBus que opera en la Ciudad de Guatemala. Esta conecta las zonas 1, 5, 6 y 14 de la capital.

## Historia
En julio de 2023, la ruta comenzó sus operaciones en una fase de prueba y totalmente gratis. No fue hasta septiembre que la municipalidad confirmaría el pasaje de Q5,00 (US$0,64). La ruta comenzó con unidades de marca Volvo Marcopolo Torino modelo 2023.

## Horario
| Rutas | Lunes a viernes     | Sábado              | Domingo y días festivos | Ref(s) |
| ----- | ------------------- | ------------------- | ----------------------- | ------ |
| 104   | 5:30 a 19:00 horas. | 5:30 a 19:00 horas. | 6:00 a 18:00 horas.     | [ 4 ]  |